# Sophia (Venuskrater)
Sophia ist ein Einschlagkrater auf dem Planeten Venus. Sein Durchmesser beträgt 17,6 Kilometer. Seine Benennung nach dem griechischen weiblichen Vornamen Sophia wurde von der IAU 1994 bestätigt. Der Krater liegt innerhalb der auf der Venus vorherrschenden weiten Ebenen bei 26,4° Süd und 337,2° Ost.